# 武汉市钢城第十四中学

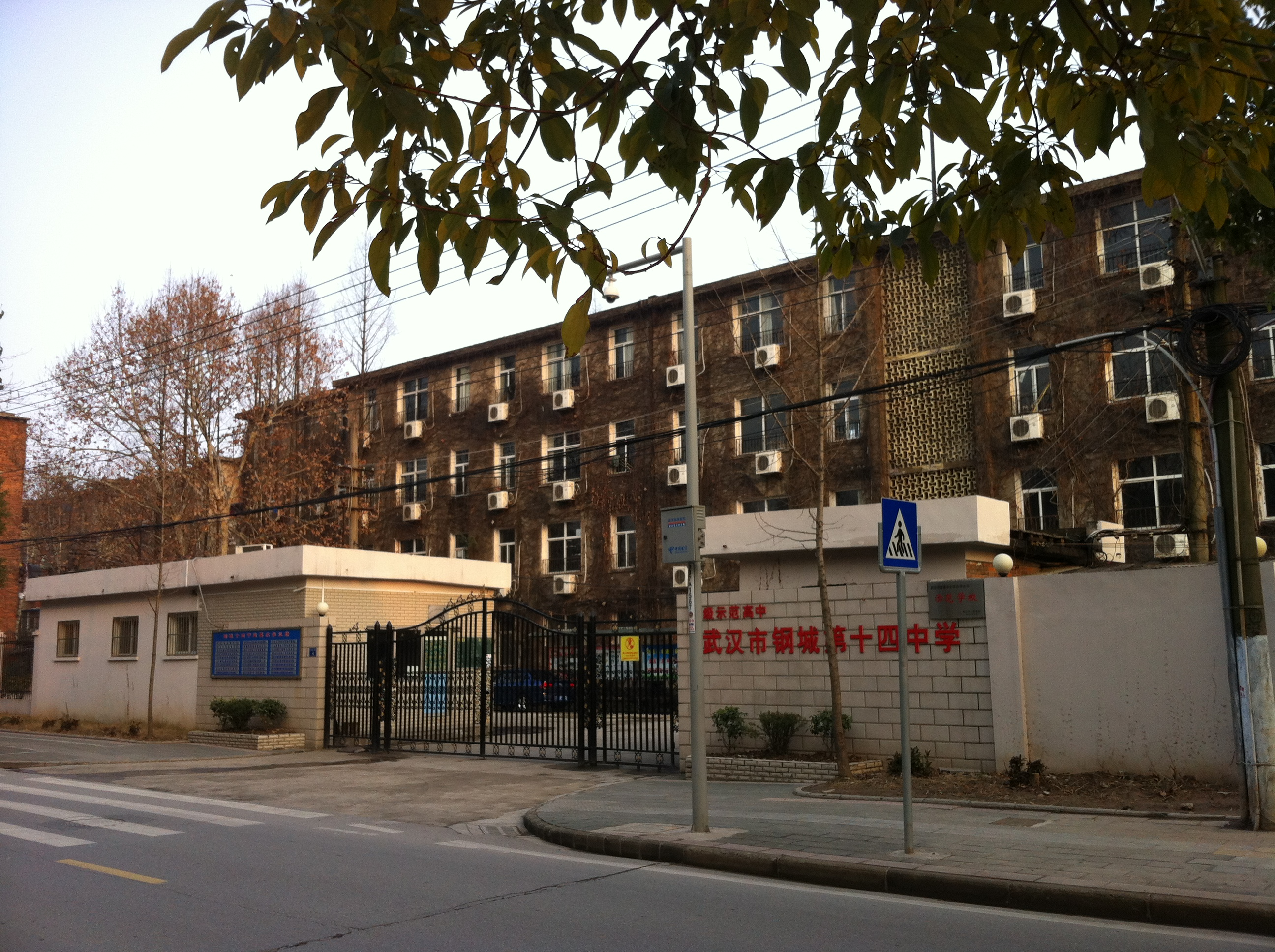

武汉市钢城第十四中学，简称钢城十四中，原为「中国第一冶金建设公司第四子弟中学」（简称「中国一冶四中」或「一冶四中」），位于湖北省武汉市青山区钢都花园街道才惠社区58街坊。原为中国第一冶金建设公司（现中国一冶集团有限公司）企办的高中。1993年，被武汉市教育行政管理部门确定为市重点中学。2008年移交青山区政府管理后改为现有名称。。
2015年9月，该校停止招收高一年级新生，上课的仅有高二、高三年级约400名学生，该校40余名教师被分流到青山区其他高中。2017年6月，该校最后一届学生毕业。目前原校址调整为武汉市青山区钢花小学（三弓路校区）。